# Arthur Eichengrün
Ernst Arthur Eichengrün (13. srpna 1867 Cáchy – 23. prosince 1949 Bad Wiessee) byl německý chemik a farmakolog židovské národnosti. Získal doktorát roku 1890 na Erlangenské univerzitě a roku 1896 nastoupil do laboratoří firmy Bayer. Roku 1897 vyvinul Protargol, lék na kapavku, užívaný až do nástupu antibiotik, také si nechal patentovat dezinfekci na bázi jodoformu. Roku 1908 založil vlastní společnost Cellon-Laboratorium Dr. A. Eichengrün. Za první světové války vyrobil Cellon, nátěrovou hmotu odolnou proti ohni, používanou na vojenská letadla. Zabýval se výzkumem vstřikování plastů, také experimentoval s acetátovými vlákny a jejich využitím jako fotografického materiálu. Během života získal 47 patentů. V roce 1938 byla jeho firma arizována, od roku 1943 byl vězněn v Koncentračním táboře Terezín. Po válce vystoupil s tvrzením, že skutečným objevitelem aspirinu nebyl jeho tehdejší podřízený Felix Hoffmann, ale on sám, nacistický režim mu však zásluhu upřel kvůli jeho židovskému původu. V roce 1999 publikoval Walter Sneader z University of Strathclyde práci, v níž potvrdil Eichengrünovu verzi.